# Nhóm ngôn ngữ Slav Đông
Nhóm ngôn ngữ Slav Đông là một trong ba phân nhóm ngôn ngữ Slav, hiện được nói khắp Đông Âu, Bắc Á và vùng Kavkaz. Đây là nhóm ngôn ngữ Slav có đông người nói nhất, vượt xa Slav Tây và Slav Nam. Ba ngôn ngữ Slav Đông được công nhận rộng rãi là tiếng Belarus, tiếng Nga. tiếng Ukraina; tiếng Rusyn có thể được xem là một ngôn ngữ riêng hay một phương ngữ tiếng Ukraina.
Các ngôn ngữ Slav Đông bắt nguồn từ một ngôn ngữ chung, tiếng Slav Đông cổ, ngôn ngữ của nhà nước thời trung cổ Rus' Kiev (một chính thể tồn tại từ thế kỷ IX-XIII).
Tất cả ngôn ngữ Slav Đông đều được viết bằng chữ Kirin, với khác biệt riêng ở từng ngôn ngữ.

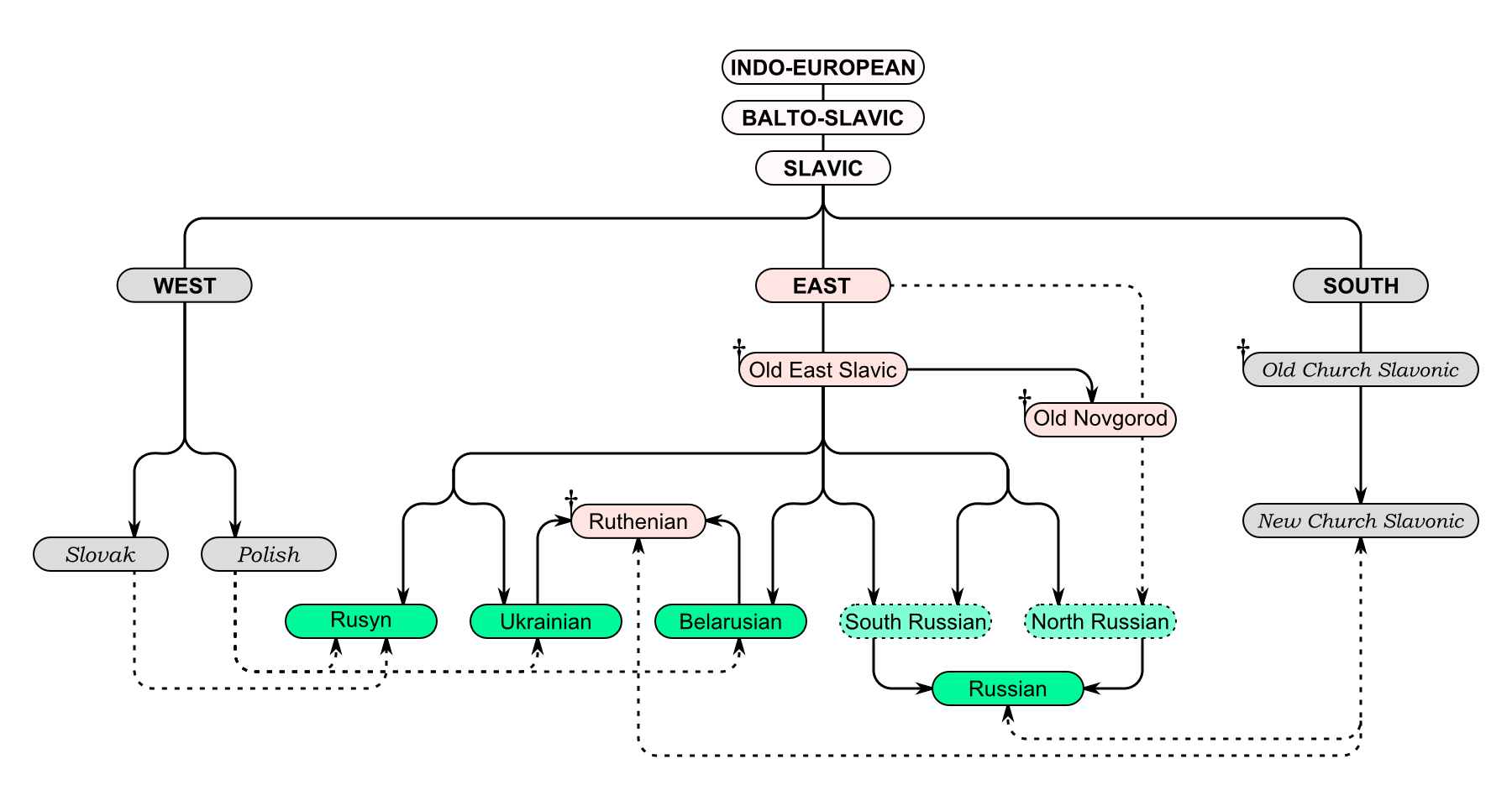
Cây phả hệ nhóm ngôn ngữ Slav Đông, cho thấy cả ảnh hưởng của nhánh Slav Tây và Slav Nam lên các ngôn ngữ Slav Đông.

## Đặc điểm
Nhóm ngôn ngữ Slav Đông mang tính chất của một dãy phương ngữ với nhiều phương ngữ chuyển tiếp. Giữa tiếng Belarus và tiếng Ukraina là phương ngữ Polesia Tây, mang đặc điểm của cả hai ngôn ngữ. Phương ngữ Polesia Đông một mặt là phương ngữ chuyển tiếp giữa tiếng Belarus và tiếng Ukraina, mặt khác cũng chuyển tiếp giữa tiếng Nga miền Nam với tiếng Belarus. Đồng thời, tiếng Belarus và tiếng Nga miền nam là một vùng ngôn ngữ liên thông, làm cho việc vạch rõ biên giới giữa hai bên trở nên khó khăn. Phương ngữ tiếng Nga miền Trung (có tiểu phương ngữ Moskva) là cơ sở cho dạng viết chuẩn và là dạng tiếng Nga chuyển tiếp giữa miền Bắc với miền Nam. Phương ngữ tiếng Nga miền Bắc (với tiền thân là phương ngữ Novgorod cổ) lưu giữ nhiều đặc điểm nguyên thủy. Do chịu ảnh hưởng của Liên bang Ba Lan và Lietuva qua nhiều thế kỷ, tiếng Belarus và Ukraina được tiếng Ba Lan, một ngôn ngữ Slav Tây, ảnh hưởng về nhiều mặt.

### Khác biệt ở phép chính tả
| Âm       | Cách viết | Cách viết     | Cách viết     | Cách viết   |
| Âm       | Tiếng Nga | Tiếng Belarus | Tiếng Ukraina | Tiếng Rusyn |
| -------- | --------- | ------------- | ------------- | ----------- |
| /ʲe, je/ | е         | е             | є             | є           |
| /e/      | э         | э             | е             | е           |
| /i/      | и         | і             | і             | і           |
| /ʲi/     | и         | і             | і             | ї           |
| /ji/     | и         | і             | ї             | ї           |
| /ɨ/      | ы         | ы             | -             | -           |
| /ɪ/      | -         | -             | и             | и           |
| /ɤ/      | -         | -             | -             | ы           |
| /ʲo/     | ё         | ё             | ьо            | ё           |